# 海因里希·伯尔基金会
海因里希·伯尔基金会（德語：Heinrich-Böll-Stiftung），是以德国作家海因里希·伯尔命名的法律上独立的基金会，附属于德国政党联盟90/绿党。

## 历史
在1997年由三个团体合并而成，作为公共政策方面智库。

## 奖项
海因里希·伯尔基金会每年颁发多项奖项。
- 佩特拉·凯利奖 (半年度奖项)

1998年创建，以著名社会活动家佩特拉·凯利名字命名，颁发给为人权，非暴力解决冲突以及环境卓越的贡献的个人和民间社会组织。该奖项奖金为10000欧元。 得奖者包括：无代表国家和民族组织、英格丽德·贝当古、旺加里·马塔伊和张思之。
- 汉娜·阿伦特奖 (年度奖项)

1995年创建，以著名作家汉娜·阿伦特名字命名，奖励那些公共辩论中发现和分析当前的政治发展重要的，又被很大程度上被忽视的方面的个人。该奖项奖金7500欧元，由不莱梅市政府和海因里希·伯尔基金会不来梅分部提供。 得奖者包括：阿格妮丝赫勒，弗朗索瓦·福雷，马西莫·卡西亚，叶礼庭，茱莉亚·克莉斯蒂娃，托尼·朱特和蒂莫西·D·斯奈德。
- 和平电影奖 (年度奖项，柏林电影节一部分)

1986年创建，属于柏林电影节的一部分，也是主流电影节中唯一的和平电影奖。该奖项奖金5000欧元，得奖者获得一个青铜奖杯。得奖者包括：麦克·温特伯顿和比利·奥古斯特等
- 安妮·克莱因女性奖 (年度奖项)

基于反性别歧视和反同性恋憎恨。